# Vagn Walfrid Ekman
Vagn Walfrid Ekman (3 de mayo de 1874 - 9 de marzo de 1954) fue un oceanógrafo sueco.
Nacido en Estocolmo e hijo de Fredrik Laurentz Ekman, meteorólogo y oceanógrafo, se dedica a la oceanografía mientras estudia física en la Universidad de Uppsala y, en particular, después de oír una conferencia en dinámica de fluidos dictada por Vilhelm Bjerknes.
Durante la expedición Fram, Fridtjof Nansen había observado que los icebergs tienden para ir a la deriva no en la dirección del viento, sino que en un ángulo aproximado de 20°- 40° hacia la derecha. Bjerknes Invitó Ekman, todavía un estudiante, para investigar el problema. Más tarde en 1905, Ekman publicó la teoría espiral de Ekman la cual explica el fenómeno en términos entre los efectos de la fricción en el océano y la fuerza de Coriolis, la cual surge a partir de objetos en movimiento en un marco referencial que se halla rotando, similar a la rotación planetaria.
Al completar su doctorado en Uppsala en 1902, Ekman se unió al Laboratorio Internacional de Investigación Oceanográfica en Oslo, donde trabajó durante siete años, no solo extendiendo su trabajo teórico sino también desarrollando técnicas e instrumentos experimentales como el medidor de corriente Ekman y la  botella de agua Ekman. 
De 1910 a 1939 continuó su trabajo teórico y experimental en la Universidad de Lund, donde fue profesor de Mecánica y Física matemática. Este fue elegido como miembro de la Real Academia de las Ciencias de Suecia en 1935.
Fue también un aficionado dotado al canto con timbre bajo, además de ser pianista, y compositor, continuó su trabajo hasta su muerte en Gostad, cerca de Stockaryd, Suecia, en 1954.

## Cronología de vida
- 3 de mayo de 1874 (150 años): Nace en Estocolmo, Suecia.[4]
- 1887: Estudia Física en la Universidad de Uppsala.
- 1902: Pública un trabajo teórico sobre el transporte de Ekman.
- 1902: Se une al Consejo Internacional Para la Exploración del Mar en Oslo, Noruega.
- 1908: Pública un trabajo teórico sobre el espiral de Ekman.
- 1908: Deja el Consejo Internacional Para la Exploración del Mar en Oslo, Noruega.
- 1910: Es nombrado profesor de Mecánica y Física Matemática en la Universidad de Lund, Suecia.
- 1910: Pública un trabajo experimental sobre el efecto de la presión en la densidad del agua marina.
- 1828: Se le concede la Medalla Alexander Agassiz por su contribución a la oceanografía.
- 1935: Se convierte en miembro de la Real Academia de las Ciencias de Suecia
- 1939: Se le concede la Medalla Vega por su contribución a la geografía.
- 1939: Se jubila.
- 9 de marzo de 1954 (71 años): Fallece en Göstad, Suecia.